# Верхнее (Курганская область)
Ве́рхнее — село в Куртамышском районе Курганской области России. В рамках организации местного самоуправления входит в муниципальное образование Куртамышский муниципальный округ (с 2005 до 2021 год — муниципальный район).

## География
Село находится в южной части области, в пределах юго-западной части Западно-Сибирской равнины, в лесостепной зоне, на берегах рек Куртамыш и Берёзка, при региональной автодороге 37А-0005.

### Климат
Климат характеризуется как континентальный, с холодной продолжительной малоснежной зимой и тёплым сухим летом. Среднегодовая температура — −1 °C. Средняя температура воздуха самого холодного месяца (января) составляет −17,7 °C (абсолютный минимум — −49 °С); самого тёплого месяца (июля) — 19 °C (абсолютный максимум — 41 °С). Безморозный период длится 113 дней. Годовое количество атмосферных осадков — 344 мм, из которых 190—230 мм выпадает в вегетационный период. Продолжительность периода с устойчивым снежным покровом равна 161 дню.

## История
До 1917 года входило в состав Долговской волости Челябинского уезда Оренбургской губернии. По данным на 1926 год состояло из 205 хозяйств. В административном отношении входила в состав Жуковского сельсовета Долговского района Челябинского округа Уральской области.
До 24 мая 2021 года, согласно Закону Курганской области от 12 мая 2021 года № 48, административный центр Верхневского сельсовета, упразднённый в связи с преобразованием муниципального района в муниципальный округ.

## Население
| 1989 | 2002 | 2010 |
| ---- | ---- | ---- |
| 730  | ↗799 | ↘710 |

### Национальный и гендерный состав
По данным переписи 1926 года в селе проживало 1191 человек (566 мужчин и 625 женщин), в том числе: русские составляли 99 % населения.
Согласно результатам переписи 2002 года, в национальной структуре населения русские составляли 100 % из 799 чел., из них 799 мужчин, 430 женщин.

## Инфраструктура
Основа экономики — сельское хозяйство. Развито личное подсобное хозяйство. Действует школа, детсад.

## Транспорт
Село доступно автотранспортом. Остановка общественного транспорта «Верхнее».